# 中国紫檀博物馆

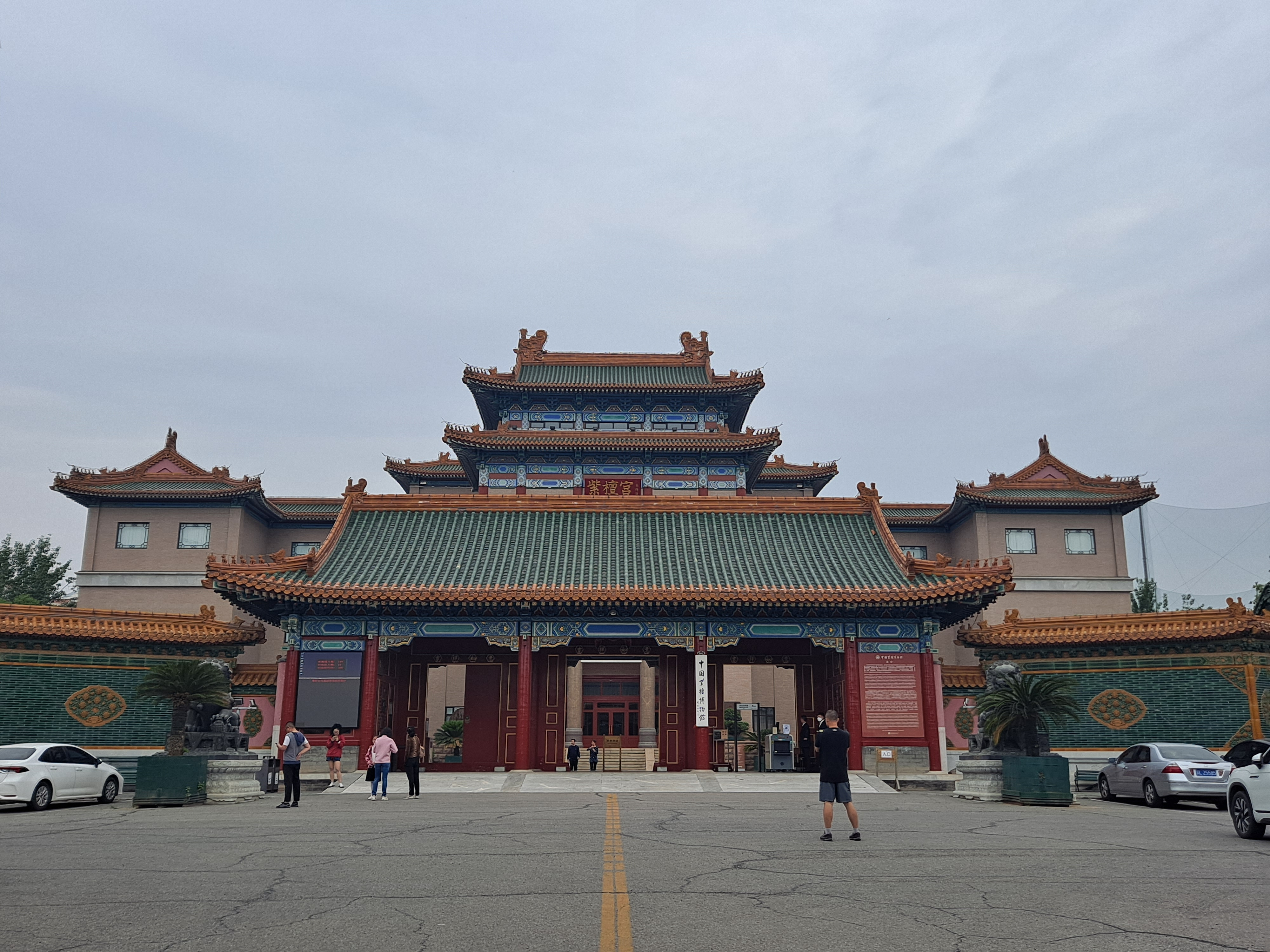
正门

中国紫檀博物馆是位于中国北京市朝阳区高碑店地区的一座私人博物馆，是中国第一家专门收藏紫檀艺术品的博物馆，也是中国首家冠以“中国”的私人博物馆，由陈丽华投资2亿元于1999年9月开办。博物馆有3000多件藏品，总价值超过15亿元。

## 历史
它由陈丽华投资2亿元于1999年9月开办，陈丽华担任馆长。2011年5月23日，中国紫檀博物馆向国务院呈报的“紫檀雕刻”工艺获批“第三批国家级非物质文化遗产名录”。2019年12月18日，中國紫檀博物館橫琴分館在珠海開館。

## 结构
北京的中国紫檀博物馆博物馆占地2.5万平方米,展厅面积9569平方米，共五层，主体使用磨砖对缝工艺。
中國紫檀博物館橫琴分館占地逾1.2萬平方米，采用明清宮廷建筑風格。